# Портидж (Индиана)
Портидж (англ. Portage) — город в округе Портер в штате Индиана США. По данным переписи 2020 года, численность населения составляла 37 926 человек.

## Население
| 2010   | 2020    |
| ------ | ------- |
| 36 828 | ↗37 926 |